# 奥拓電子
深圳市奧拓電子股份有限公司（AOTO Electronics Co.，Ltd.）は、中華人民共和国深圳を拠点とするLED関連製品の開発製造メーカー。

## 概要
AOTO （深圳証券取引所上場、銘柄コード:002587）は1993年に設立され、ハイテク企業が多く集まる深圳を拠点とするLED関連製品の開発製造メーカー。特に中国のLEDディスプレイ業界では古くから知られ、LEDディスプレイのソリューションプロバイダーでもある。また、北京、上海、広州、成都などに地域を核心とした子会社を多数持っており、近年では香港、アメリカ、イギリス、日本、ドイツなどの現地法人を続々と立ち上げ、海外にも進出している。

## 事業内容
1993年に設立以来、AOTOの事業内容は主にLEDディスプレイと周辺機器、ソフト・ハードウェアの開発製造であった。LED表示機器の分野では、特に新技術の開発とキャリブレーション技術を得意としている。AOTOのLED商品は大型ビジョン分野以外に、銀行で使用されるシステムや表示機器、業務管理機器など電子金融の分野におけるシェアも大きい。

### 得意分野
AOTOはスポーツ分野における表示システムソリューションを得意としている。特にサッカーやバスケットボールでの応用例が多数ある。

### 主な成果
- 中国合格評定国家認可委員会「CNAS」の承認
- 世界で最初のP2.8㎜の屋外用LEDディスプレイ
- 世界で最初のP0.75㎜室内用LEDディスプレイ
- 325件の技術特許

## 歴史
- 1993年 深圳市奧拓電子有限公司設立
- 1994年 LED表示機器シリーズの開発に成功
- 1995年 「深圳市科技進歩賞」を受賞
- 1996年 銀行用スマート管理システムと関連機器の開発に成功
- 2000年 銀行用電子金融管理システムを市場に投入
- 2003年 フルカラーLEDディスプレイ製品が海外市場に進出
- 2005年 「奧拓軟件有限公司」に出資
- 2006年 「奧拓光電有限公司」に出資
- 2008年 深圳市の「国家級高新技術企業」として評価される
- 2009年 深圳市奧拓電子股份有限公司設立
- 2009年 深圳市LED表示技術研究開発センター設立
- 2010年 南京奧拓電子科技有限公司設立
- 2011年 深圳証券取引所に上場
- 2011年 恵州奧拓電子有限公司設立
- 2012年 深圳市奧拓電子LED裸眼３D表示技術プロジェクト研究室設立
- 2014年 AOTOのSPシリーズ、MシリーズのLED表示システムがサッカーワールドカップ南アフリカで使用される
- 2015年 国際バスケットボール連盟FIBAのグローバル戦略パートナーとなる
- 2016年 UEFA欧州選手権ですべての球場でディスプレイを提供[3]